# Nyżnia Apsza
Nyżnia Apsza (ukr. Нижня Апша, ros. Нижняя Апша, węg. Alsóapsa, słow. Nižná Apša, rum. Apşa de Jos) – wieś na Ukrainie w rejonie tiaczowskim obwodu zakarpackiego. Liczy około 7227 mieszkańców (2004). Siedziba silskiej rady. Większość mieszkańców wsi to Rumuni. Do 2004 wieś nazywała się Dibrowa (ukr. Діброва). Znajduje się w odległości 2 km od granicy ukraińsko-rumuńskiej.
Nyżnia Apsza położona nad brzegiem rzeki Apszycia (ukr. Апшиця), 39-kilometrowego dopływu Cisy dzielącego Ukrainę i Rumunię. Znajduje się w odległości 22 km na zachód od miasta Tiaczów i 157 km na północny zachód od stolicy obwodu Użhorodu. Przez wieś przebiega droga krajowa N 09.

## Historia
Pierwszy dokument, w którym wspomniano wieś jest datowany na 1380. Wieś do 2004 nazywała się Dubrava (ukr. Дубрава);. znajduje się w historycznym regionie Marmarosz.
- Drewniana cerkiew św Mikołaja, 1604, XVIII w. i dzwonnica.
- Drewniana cerkiew św Bazylego Wielkiego, XVIII w.

Jest uważana za najbogatszą wieś na Ukrainie. Domy nie wyglądają jak typowe domy mieszkańców wsi. Właściciele wyposażają swoje domy tak, żeby na dziedzińcu obowiązkowo były szklarnie i baseny, a w domu – kilka sypialni i salonów, łaźnie i sauny. Nie ma tu prawie domów jednokondygnacyjnych. W najmniejszych domach – 10–15 pokoi, w największych – około 30–40. Zostały też zbudowane tutaj nowoczesne pałace, niektóre liczące maksymalnie 60 pokoi. Każdy dom posiada własny styl, np. wieżyczki w stylu orientalnym.
Budynki te zaczęto budować w latach 80. XX w. Pierwszy kapitał mieszkańcy Niżniej Apszy zdobyli we wczesnych latach 90, kiedy miejscowe rodziny handlowały alkoholem.
W wiosce funkcjonuje 8 sal królestwa Świadków Jehowy. Członkowie tego wyznania stanowią około 25% mieszkańców.

## Galeria

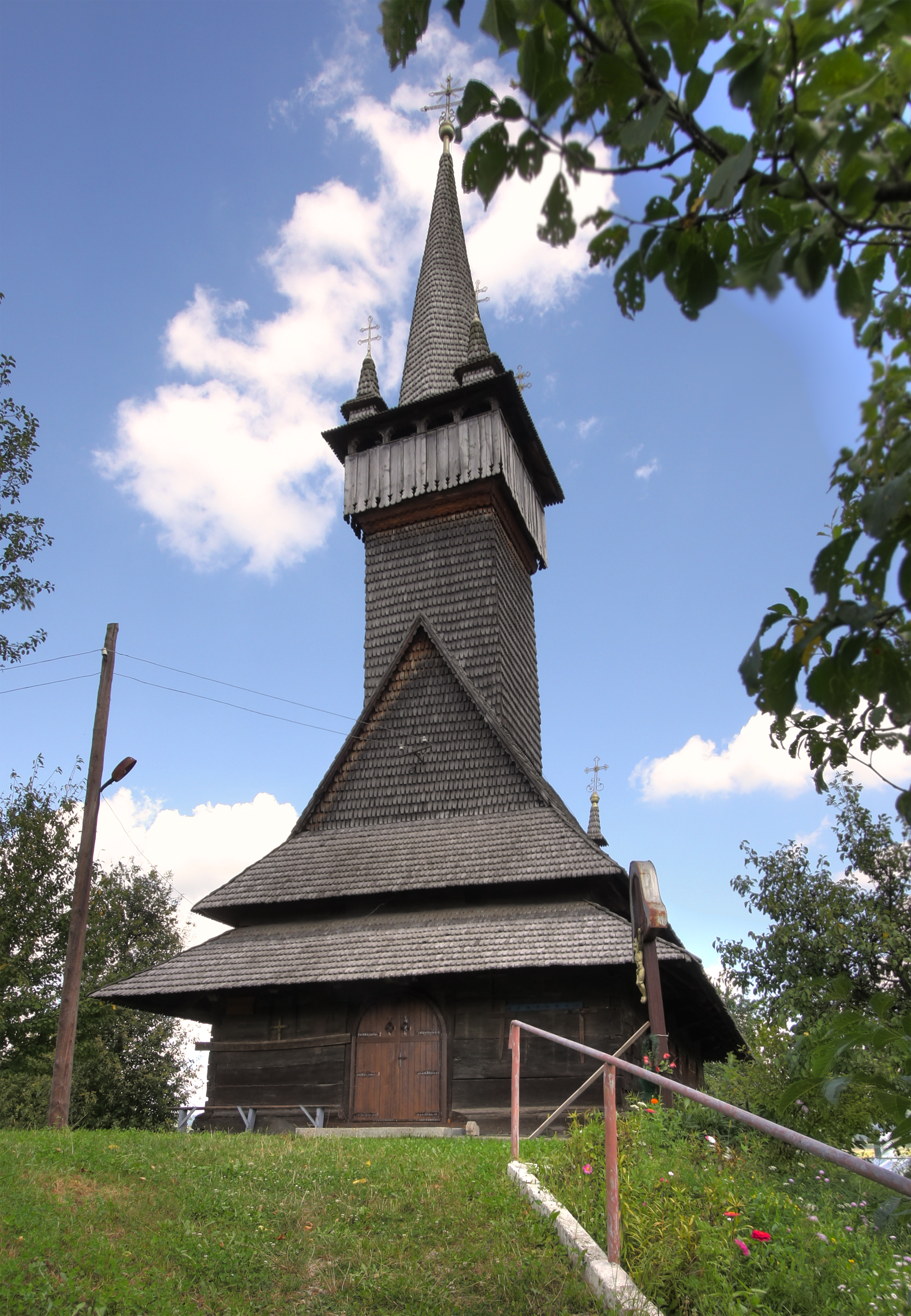
Cerkiew św Mikołaja
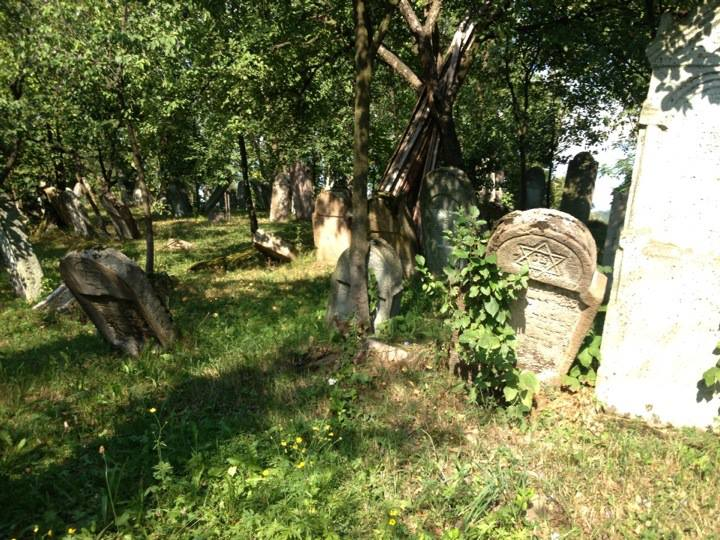
Cmentarz żydowski